# Ibrahim Teteh Bangura
Ibrahim Teteh Bangura, dit Teteh (pour éviter d'être confondu avec son compatriote et ex-coéquipier Mohamed Bangura), est un footballeur sierraléonais, né le 27 décembre 1989 à Freetown en Sierra Leone. Il évolue comme attaquant.

## Palmarès
Kallon FC
- Vainqueur de la Coupe de Sierra Leone (1) : 2007